# British Rail Class 508
British Rail Class 508 - typ elektrycznych zespołów trakcyjnych (EZT) wytwarzanych w latach 1979-1983 przez zakłady BREL w Yorku na zlecenie British Rail. Należy do serii 5 typów EZT, zaprojektowanych w 1972 z myślą o obsłudze tras podmiejskich w największych aglomeracjach (pozostałe to Class 313, Class 314, Class 315 i Class 507). Łącznie zbudowano 43 zespoły tego typu. 
Obecnie są one wykorzystywane przez następujących przewoźników:
- Merseyrail
  - Northern Line
  - Wirral Line

- Southeastern
  - Sheerness Line
  - Medway Valley Line
  - trasy z Royal Tunbridge Wells i Tonbridge do Londynu
- London Overground
  - Watford DC Line